# Lehde (Lübbenau/Spreewald)
Lehde, niedersorbisch Lědy, ist ein im Spreewald gelegenes Dorf im Landkreis Oberspreewald-Lausitz in Brandenburg, das seit dem 1. Mai 1974 als Ortsteil zur Stadt Lübbenau/Spreewald gehört. Am 31. Dezember 2022 hatte Lehde 144 Einwohner. Die gesamte Dorfanlage steht unter Denkmalschutz.

## Lage

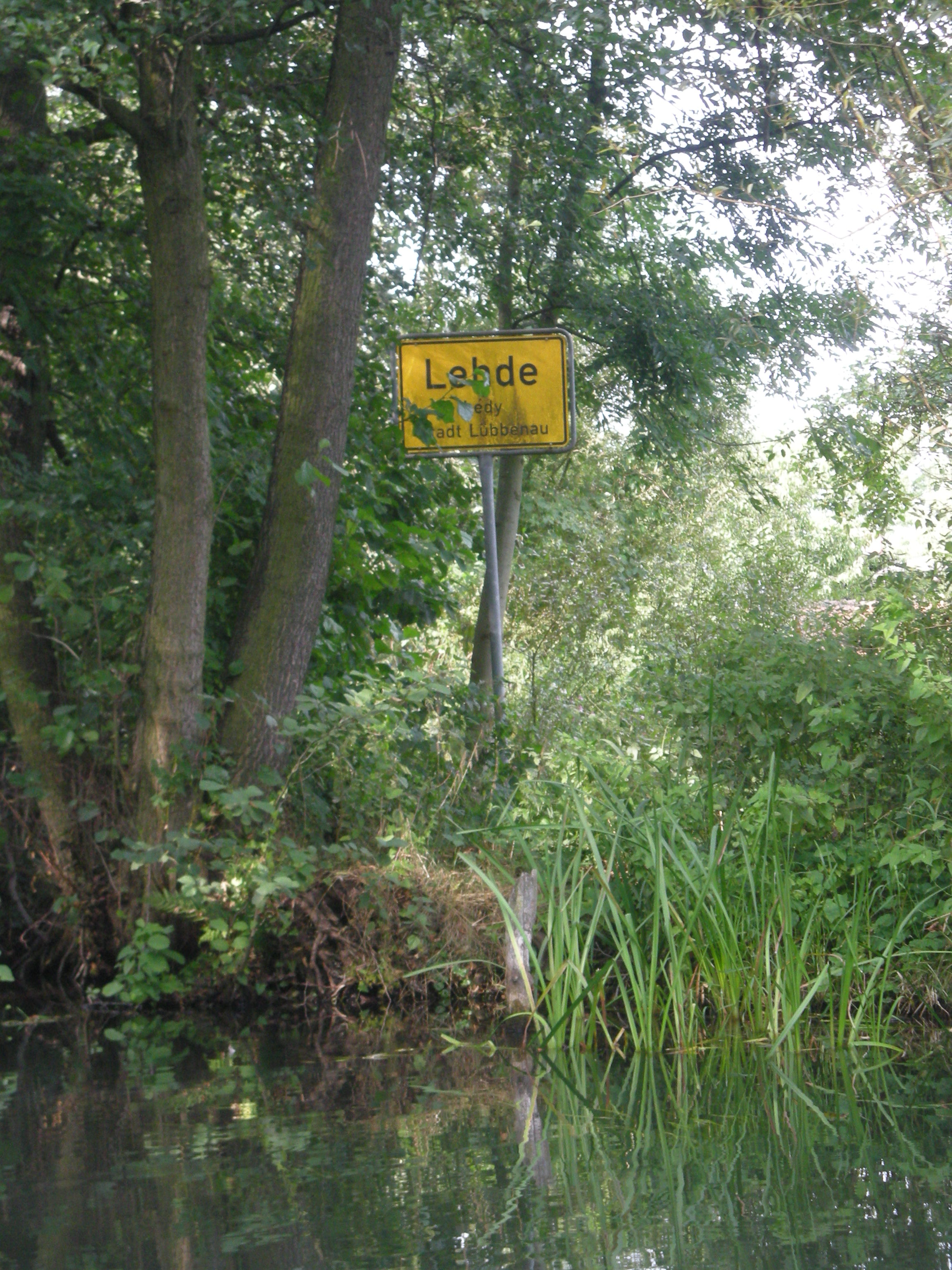
Ortsschild von Lehde an einer Wasserstraße

Während im Jahr 1929 Lehde noch 298 Einwohner zählte, leben hier nur noch ungefähr 140 Menschen (Stand 2022). Der Ort ist ein Inseldorf, bestehend aus vielen Kaupen. Über Jahrhunderte war Lehde ausschließlich auf dem Wasserweg zu erreichen. Noch heute verfügen praktisch alle Grundstücke über einen eigenen Zugang zu einem der vielen zwischen 0,8 und 1 Meter tiefen Fließe, die weitgehend die Funktion von Straßen haben. Postanlieferung und Müllabfuhr finden auch heute noch auf dem Wasserweg statt. In den Wintermonaten erfolgt die Postzustellung jedoch an Briefkästen, die die Anwohner an der Landseite aufgestellt haben, per Postfahrrad oder Auto.
Durch die ungewöhnliche Lage Lehdes und einige erhaltene historische Spreewaldhäuser ist das komplett unter Denkmalschutz gestellte Lehde ein beliebtes Ausflugsziel für Touristen. Vom Lübbenauer Großen Hafen werden die Besucher in traditionellen Spreewaldkähnen in ungefähr 1 bis 1,5 Stunden nach Lehde gestakt. Lehde ist jedoch auch zu Fuß, per Fahrrad oder mit dem Auto erreichbar, wobei die Schönheit und Besonderheit des Ortes vor allem von der Wasserseite aus zu erleben sind. Südlich an Lehde vorbei führt der Gurkenradweg. Einziger direkter Nachbarort, der mit dem Auto erreichbar ist, ist die Lübbenauer Kernstadt.

## Geschichte

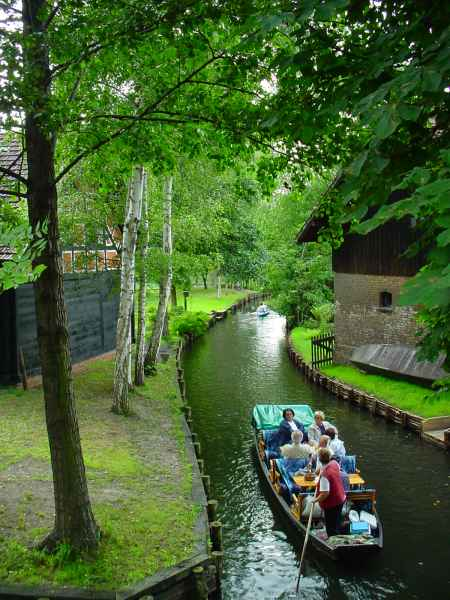
Fließ in Lehde

Die erste urkundliche Erwähnung Lehdes erfolgte 1315 in einer Verkaufsurkunde der Standesherrschaft Lübbenau. Der Name dürfte sich vom sorbischen lědo ableiten und bedeutet wüster oder unbebauter Fleck. Ursprünglich war Lehde ausschließlich von Sorben bewohnt.
Zunächst wichtigster Erwerbszweig und vermutlich Anlass der Ansiedlung war der Fischfang in den fischreichen, das Ortsgebiet durchziehenden Armen der Spree. Noch heute verfügen viele Grundstücke über ein im Grundbuch eingetragenes Fischereirecht, wobei der Fischfang heute nur noch nebenberuflich betrieben wird. Zurückgehender Fischreichtum führte später zu einer stärkeren Hinwendung zum Gemüseanbau, für den der Spreewald auch überregional bekannt wurde. Vor allem Gurken, aber auch Zwiebeln, Meerrettich, Kürbisse, Rüben und Kartoffeln wurden auf den kleinen künstlich erhöhten Horstäckern angebaut. Sowohl der Gemüseanbau als auch die betriebene Viehhaltung waren sehr aufwändig. Anbau und Weideflächen waren häufig nur per Boot zu erreichen. Ein weiterer Erwerbszweig war der Anbau von Leinen und das Weben mit Webstühlen sowie das Flechten von Körben.
Nach dem Ende des Dreißigjährigen Kriegs soll das komplett aus Holz in Blockbauweise errichtete Dorf Lehde einem Großbrand zum Opfer gefallen sein. Im Jahr 1679 lebten ein Richter, fünf Kossäten, ein Freisitzer und ein „neuer Besitzer“ in Lehde. Bis 1815 gehörte der Ort zum Kurfürstentum bzw. ab 1806 zum Königreich Sachsen, nach der auf dem Wiener Kongress beschlossenen Teilung Sachsens wurde Lehde preußisch. Bei der Gebietsreform von 1816 wurde der Ort dem Kreis Calau in der Provinz Brandenburg zugeordnet.

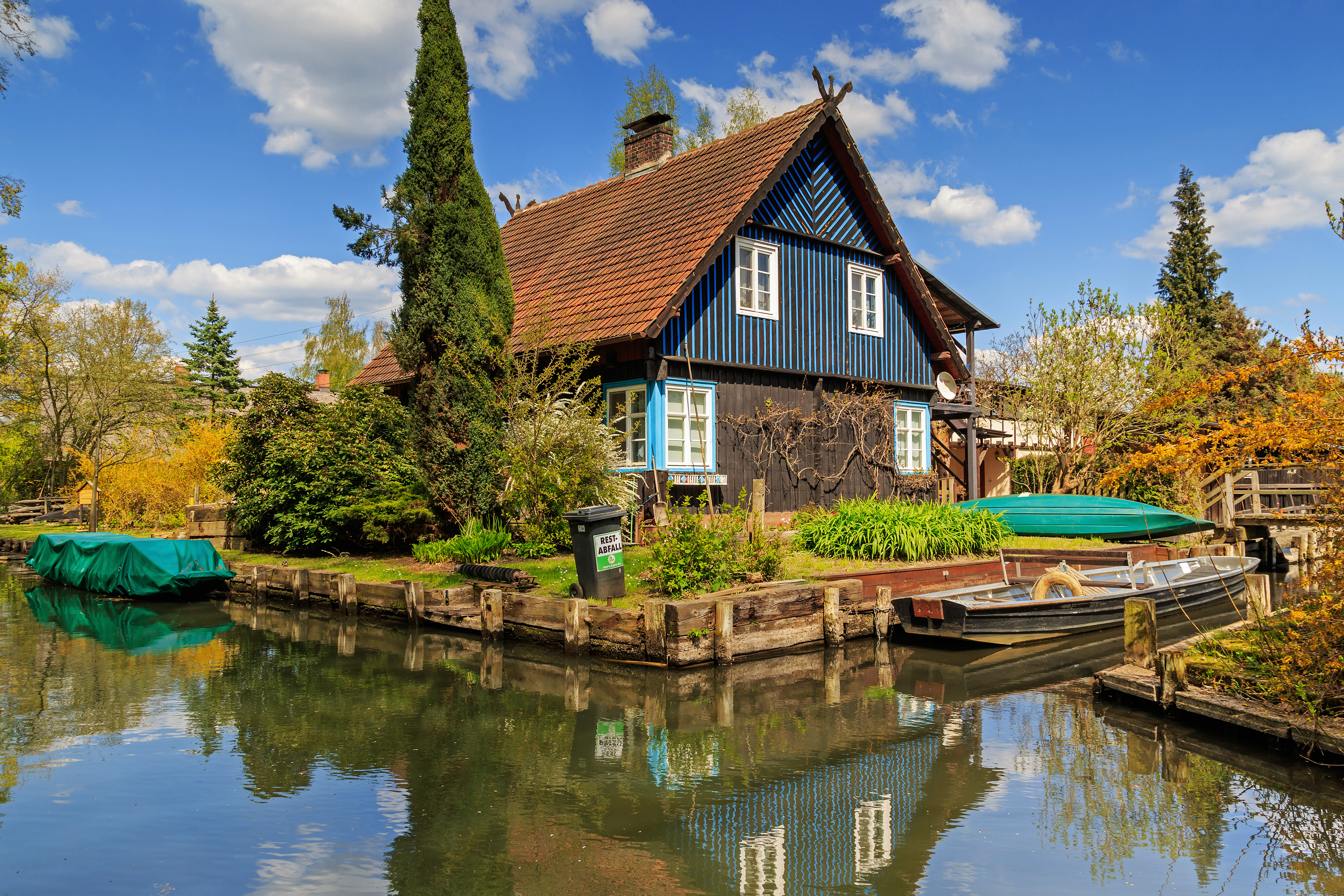
Holzhaus

Im Jahr 1818 hatte Lehde 13 Häuser und 70 Einwohner. Drei waren als Gärtner tätig, zehn galten als Häusler. Die Dorfschenke bildete den Mittelpunkt des Ortes. Vor allem durch Erbteilung erhöhte sich im Laufe des 19. Jahrhunderts die Zahl der Anwesen deutlich. 1840 lebten 184, 1846 dann 195 Menschen im Dorf. Der Viehbestand wird 1839 mit 18 Ochsen und 76 Kühen angegeben. Um 1900 gab es in Lehde 43 Gehöfte. Grundlage des Wachstums war eine intensivere Viehhaltung, ein verstärkter Gemüseanbau und ein guter Absatz des erzeugten Heus. Räumlich dehnte sich Lehde vor allem nach Norden zum Dolzke-Fließ aus. 1882 wurden 266, im Jahr 1929 298 Einwohner gezählt. Die Gemeindefläche wurde mit 366 Hektar angegeben. Kirchlich gehört Lehde zum Kirchspiel Lübbenau, wohin die Kirchgänger mit den Kähnen fuhren.
In den Jahren 1832 und 1849 brach die Cholera aus. In Lehde starben 20 % der Bevölkerung. Als ständiges Problem in der Geschichte Lehdes erwiesen sich die wechselnden Wasserstände der Spree. Sowohl extreme Hochwasser als auch das Austrocknen von Fließen führten zu existenziellen Krisen. Schwere Überschwemmungen gab es nach einem starken Gewitterregen am 12. August 1875. Schlimmer noch waren mehrere Unwetter am 24. Juni 1907. Neben großen Überschwemmungen setzte auch Hagel ein mit Hagelkörnern groß wie Hühnereier.
Theodor Fontane besuchte im August 1859 Lehde. In seinen Wanderungen durch die Mark Brandenburg beschreibt er es als „Venedig im Kleinen“. Auch widmeten sich bekannte Maler in ihren Werken dem Ort und seiner Umgebung. Bereits aus der ersten Hälfte des 19. Jahrhunderts stammen Werke des Christian Gottlob Hammer. Bekannt sind auch die Arbeiten des Lübbenauers Max Carl Krüger. Ab 1882 setzte organisierter Fremdenverkehr ein. Der Gasthof Zum Fröhlichen Hecht wurde zum Treffpunkt vieler vom Spreewald faszinierter Maler. Lehde wurde auch zu einem Künstlerdorf. 1911 wurde der Stummfilm Der fremde Vogel mit Asta Nielsen hier gedreht; einige Szenen entstanden am noch heute bestehenden Wohnhaus An der Lischka 7.

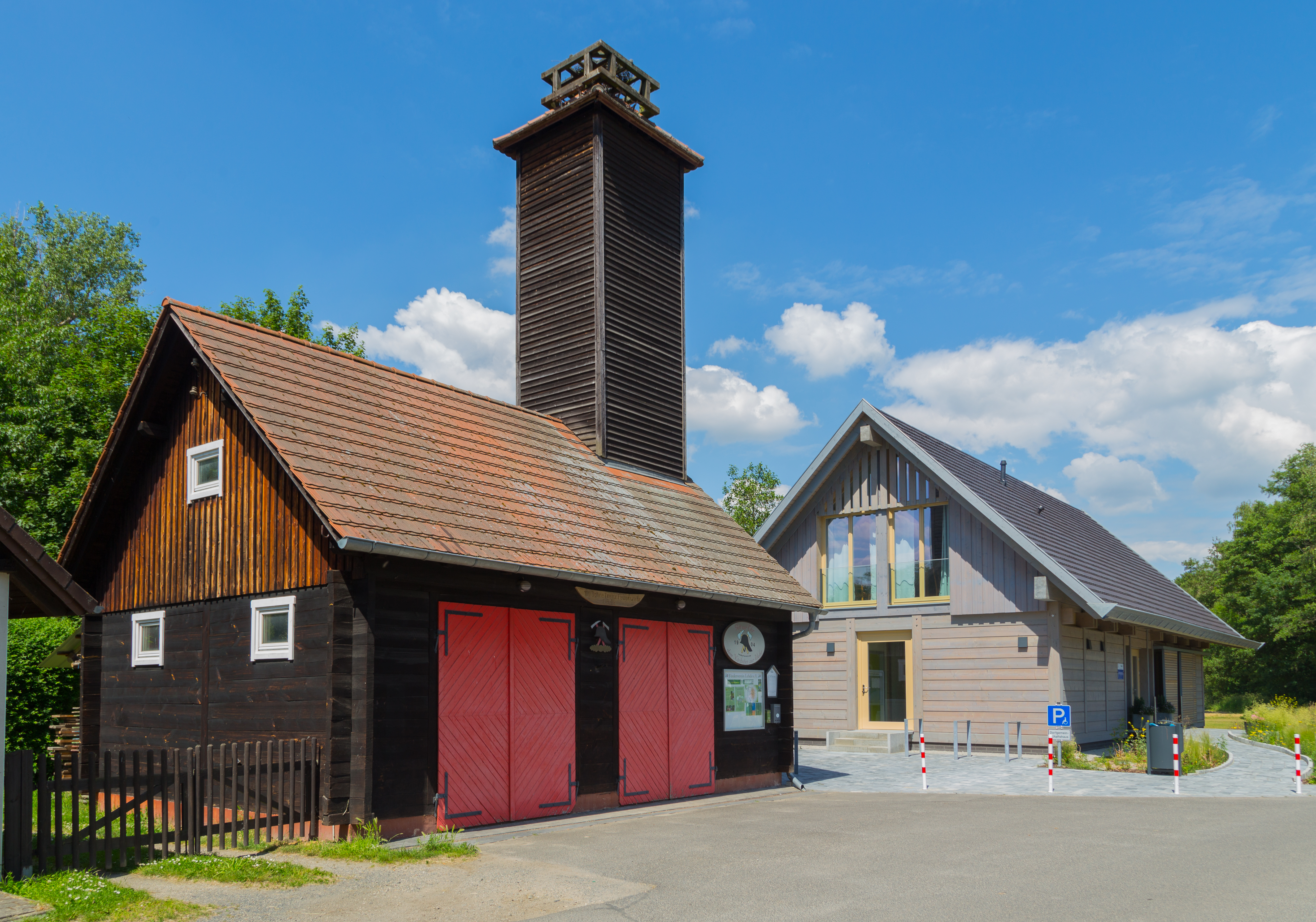
Gebäude der Freiwilligen Feuerwehr mit Storchennest, dahinter das Gemeindezentrum (2022)

Im Jahr 1871 wurde ein neues Schulgebäude errichtet. Wie das zuvor als Schule genutzte alte Blockhaus besaß jedoch auch der Neubau nur einen Klassenraum, in dem alle Kinder von der ersten bis zur achten Klasse gleichzeitig unterrichtet wurden. Bis zu 60 Schüler, 20 Mädchen, 40 Jungen, wurden so unterrichtet. 1952 wurde die Dorfschule geschlossen. Die Kinder gehen seitdem in Lübbenau zur Schule.
Für die 1904 gegründete Freiwillige Feuerwehr Lehdes wurde 1915 als erstes größeres Löschgerät eine zweirädrige Abprotzspritze (tragbare Feuerspritze auf einer Protze) angeschafft. Im Einsatzfall wurde sie auf einen Kahn gestellt, zum Einsatzort gefahren und dort wieder ausgeladen. Eine später angeschaffte leichtere Spritze konnte vom Kahn aus in Betrieb genommen werden. Im Winter 1915 musste die Feuerwehr tatsächlich einen größeren Hausbrand löschen. In den 1930er Jahren kam es zu einem weiteren größeren Brand.

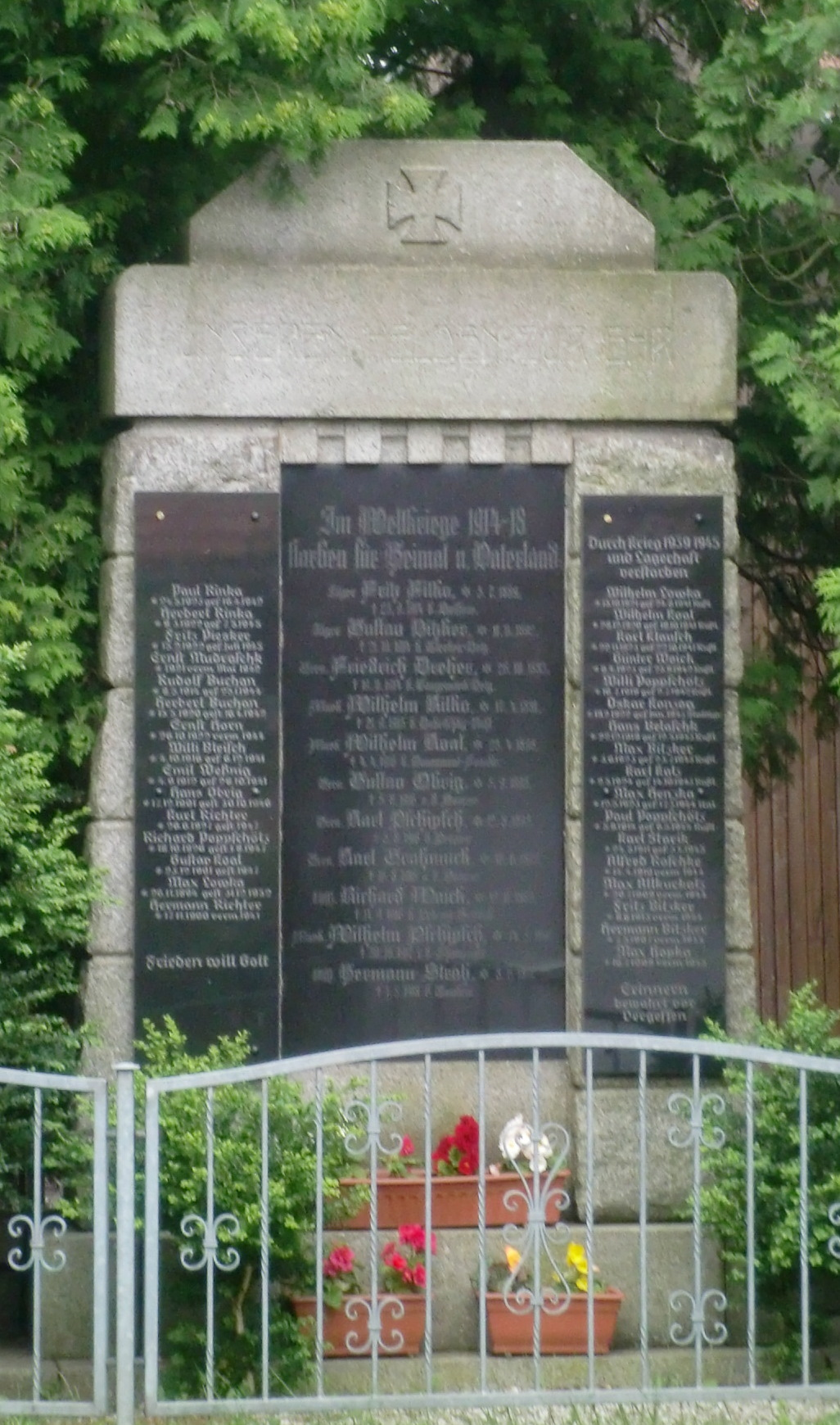
Gefallenendenkmal

Erst im Jahr 1929 wurde eine Landverbindung zum benachbarten Lübbenau geschaffen; bis dahin war der Spreewaldkahn das einzig mögliche Verkehrsmittel. Der Lehder Gemeindevorsteher August Koal hatte sich über längere Zeit für den zunächst nur als Fußweg ausgeführten Weg eingesetzt. Die Lehder Grundstückseigentümer hatten die benötigten Grundstücke kostenfrei zur Verfügung gestellt. In einem Fall war jedoch ein Enteignungsverfahren notwendig. Die erforderlichen Baukosten wurden in Höhe von 2.500 Reichsmark durch einen Gastwirt und weitere 2.500 RM durch den Kreis mit den Stimmen von Sozialdemokraten, Kommunisten, Demokraten und Wirtschaftspartei gegen die Stimmen der Konservativen getragen. Eine Stromversorgung Lehdes gibt es seit dem 21. November 1921, nachdem 1920 eine entsprechende Stromversorgungsgenossenschaft GmbH Lehde gegründet worden war. Im Ersten und Zweiten Weltkrieg verloren 43 Einwohner als Soldaten ihr Leben; ein Gedenkstein erinnert daran.

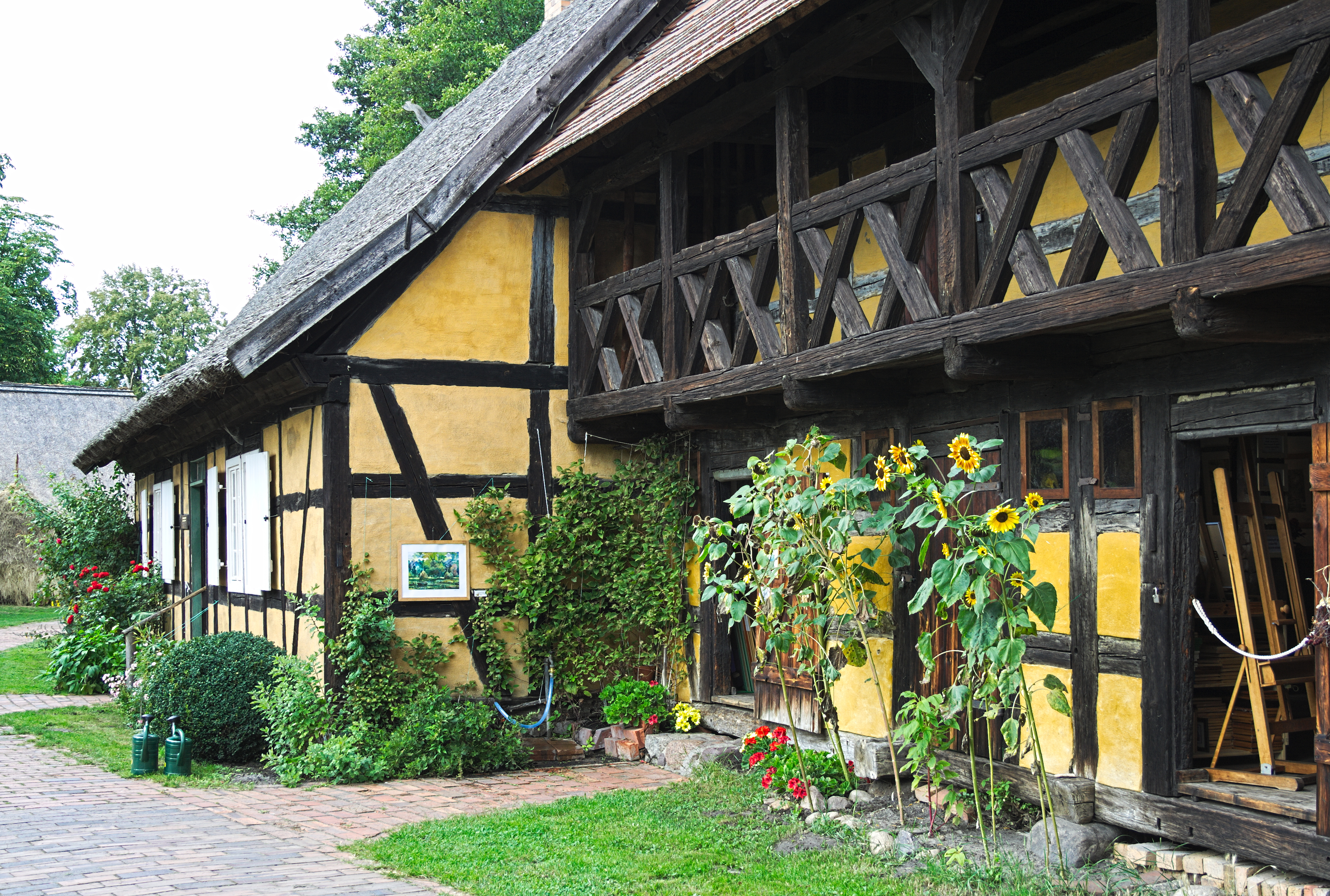
Gehöft im Freilandmuseum Lehde

Nach dem Ende des Zweiten Weltkrieges wurde Lehde Teil der Sowjetischen Besatzungszone, aus der im Oktober 1949 die DDR entstand. Am 1. Juli 1950 wechselte die Gemeinde Lehde aus dem Landkreis Calau in den Landkreis Lübben (Spreewald). Bei der Gebietsreform im Juli 1952 wurde die Gemeinde dem Kreis Calau im Bezirk Cottbus zugeordnet. Im Jahr 1957 wurde das Freilandmuseum Lehde eröffnet. Hier werden inzwischen drei Gehöfte aus dem Spreewald mit ihrer ursprünglichen Ausstattung gezeigt. Im Juli 1984 wurde Lehde wegen seiner vielen historischen Blockbauten in die zentrale Liste für Denkmalpflege der DDR aufgenommen. Von 1962 bis 1965 errichteten Handwerker ein neues Spritzenhaus; es wurde 2001 renoviert.
Kleine Flächen und nur schwer einsetzbare landwirtschaftliche Maschinen führten dazu, dass die kommerzielle Landwirtschaft im Kern des Spreewaldes praktisch nicht mehr betrieben und der traditionelle Anbau nur in kleinem Umfang fortgeführt wird. Die heutigen überregional vertriebenen Spreewaldprodukte stammen daher aus den mit normalen Produktionsmethoden bewirtschaftbaren Randbereichen des Spreewalds. Am 1. Mai 1974 erfolgte die Eingemeindung nach Lübbenau. Seit der Wiedervereinigung gehört Lehde zum Land Brandenburg, wo das Dorf bei der Kreisreform am 6. Dezember 1993 dem Landkreis Oberspreewald-Lausitz zugeordnet wurde. Lehde lebt seit den späten 1990er Jahren vor allem vom Tourismus.

## Sprache und Tracht
Bereits 1430 hatte die Standesherrschaft Lübbenau, zu der Lehde gehörte, die Verwendung der wendischen, also niedersorbischen Sprache als Gerichtssprache verboten. Zu diesem Zeitpunkt war Lehde noch rein sorbischsprachig. In der Praxis wurde Sorbisch jedoch mangels Deutschkenntnissen in der Bevölkerung meist toleriert und auch amtliche Forderungen bei Bedarf in sorbischer Sprache geltend gemacht.
Im Jahr 1719 wurde Martin Müller als Dorfschullehrer eingesetzt; zuvor hatten die Lehder das Recht, die Schule in Lübbenau zu besuchen. Müller teilte mit, dass er der einzige im Dorf sei, der der deutschen Sprache mächtig sei. Es erfolgte nun ein regelmäßiger Deutschunterricht. Das Erlernen auch der deutschen Sprache entsprach dem Wunsch der sorbischen Bevölkerung, da mit der so besser möglichen Verständigung auf Märkten und Amtsstuben die persönlichen Chancen deutlich besser waren. Dem Dorfschullehrer drohte zeitweise die Entlassung, da er Deutsch nur ungenügend lehre. Seitens deutscher Behörden wurde immer wieder eine Germanisierung betrieben und versucht, die sorbische Sprache aus Schulen, Kirchen und Ämtern zu verbannen. So fand der letzte Gottesdienst in sorbischer Sprache in der für Lehde zuständigen Kirche St. Nikolai in Lübbenau 1867 statt. Trotzdem hielt sich das Sorbische in Lehde verhältnismäßig lange als Umgangssprache.
Um 1884 zählte Arnošt Muka in Lehde 266 Einwohner, 196 von ihnen sprachen Sorbisch (74 %) und bereits 70 Einwohner Deutsch, nach seiner Auskunft sprach nur noch ein kleiner Teil der Schulkinder Sorbisch. Ernst Tschernik zählte 1956 nur noch einen sorbischsprachigen Einwohner.
Etwa um 1880 verschwand die bis dahin typische sorbische Tracht und wurde nicht mehr getragen. Bereits um 1900 beherrschte kaum noch ein Lehder Schulkind die sorbische Sprache. 1976 verstarb mit Marie Poppschötz die letzte sorbischsprachige und die sorbische Tracht tragende Einwohnerin in Lehde. Einzelne Einwohner verstehen jedoch auch im 21. Jahrhundert noch Sorbisch und nutzen Worte und Redewendungen. Auch in den Flurbezeichnungen haben sich sorbische Begriffe erhalten.

## Wirtschaft

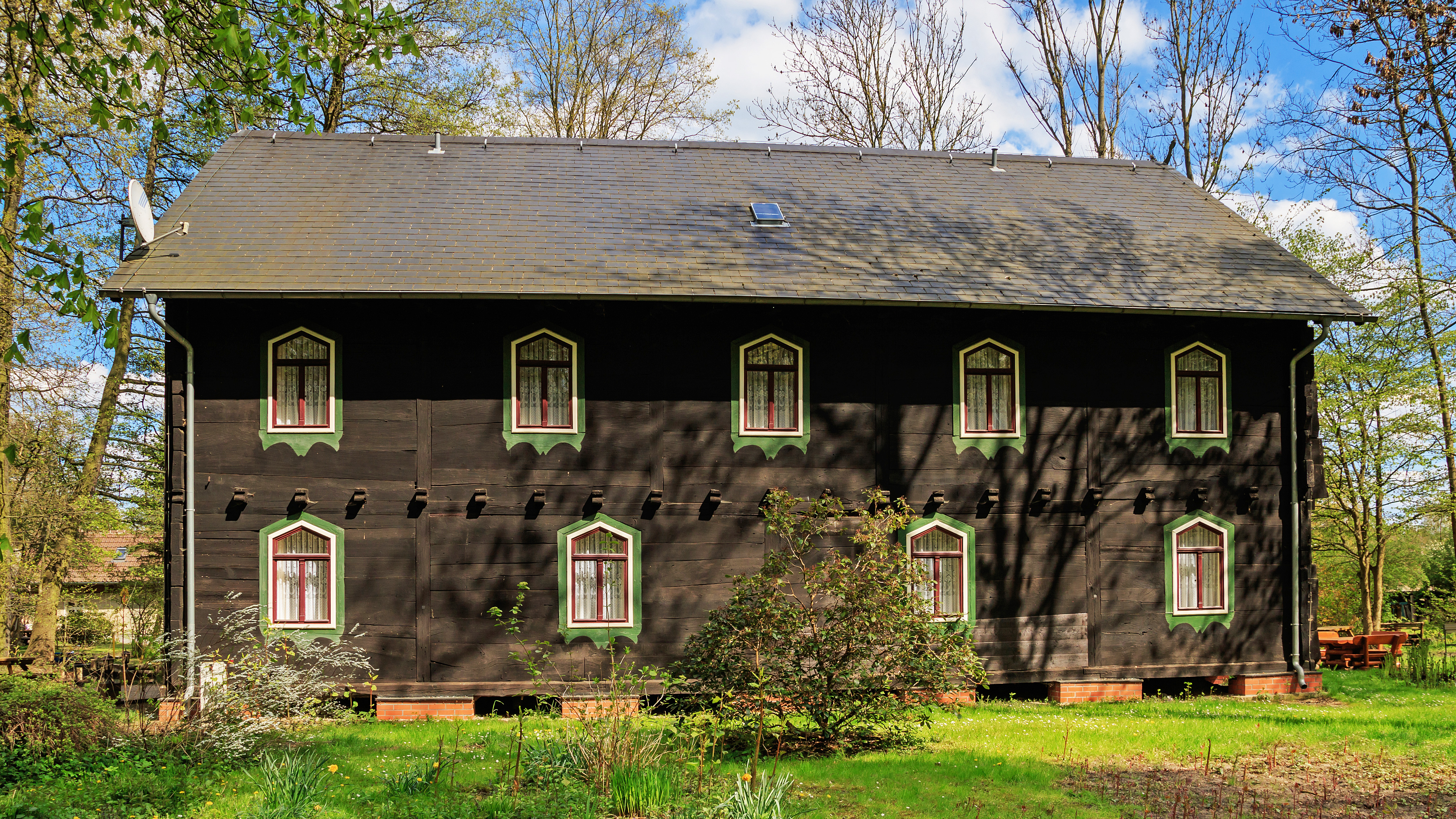
Gästehaus aus Holz in Lehde

Im touristisch geprägten Lehde gibt es viele Gaststätten und kleine Pensionen. Darüber hinaus besteht ein Handwerksbetrieb, in dem seit 1884 Spreewaldkähne hergestellt werden. Im Jahr 1995 waren 21 Bewohner Lehdes nebenberuflich als Fischer tätig.

## Sehenswürdigkeiten

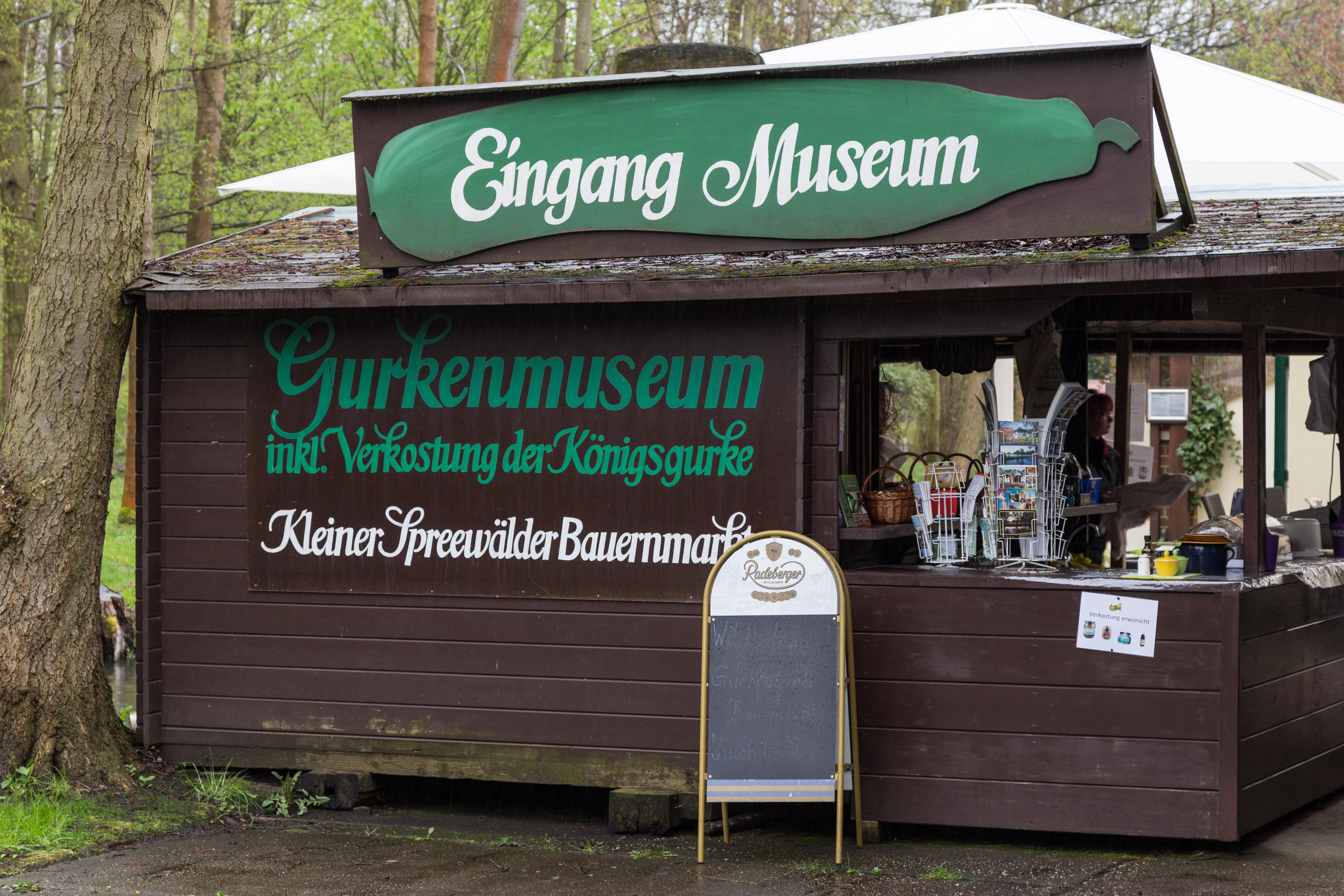
Eingang zum Gurkenmuseum

In Lehde sind mehrere Blockbauten aus dem 18. und 19. Jahrhundert erhalten. Von besonderer Bedeutung ist darüber hinaus das Freilandmuseum Lehde mit drei historischen Spreewaldgehöften. Es handelt sich um das älteste Freilandmuseum Brandenburgs.
Nordöstlich des Dorfes liegt die historische Gaststätte Wotschofska. Eine weitere bekannte Einrichtung ist das Gurkenmuseum zum Thema Spreewälder Gurken.

## Persönlichkeiten
Der Berliner Maler Albrecht Gutjahr (1880–1956) lebte bis zu seinem Tod in Lehde.